# ジョン・エドワーズ (植物画家)
ジョン・エドワーズ（John Edwards、1742年 – 1815年8月31日）はイギリスの植物画家である。手彩色の図画集、『イギリス本草』（"The British Herbal"）などを出版した。

## 略歴

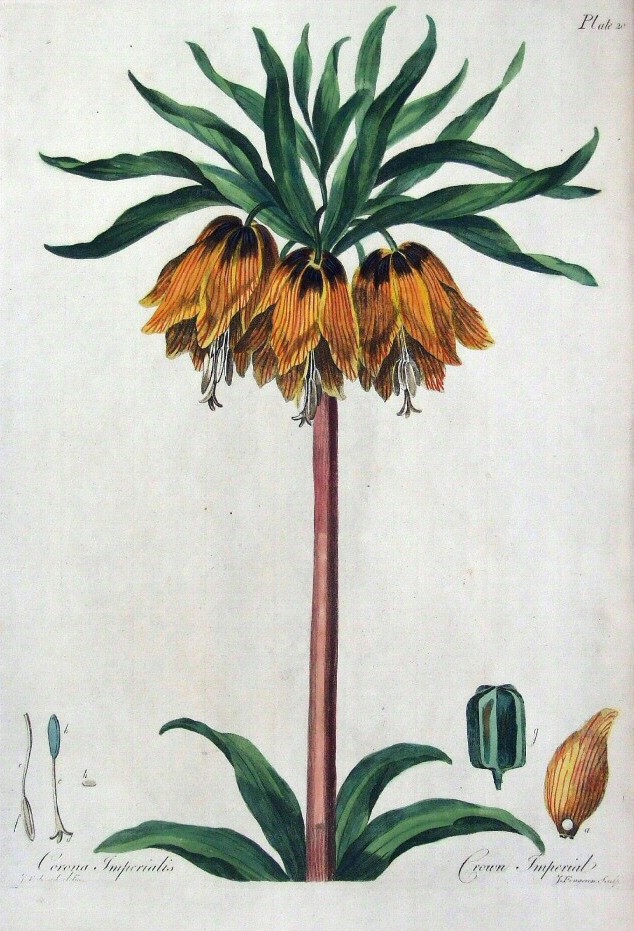
『イギリス本草』の図版（ヨウラクユリ）

1778年までロンドンに住んだ後、サリーに移り、ロイヤル・アカデミー・オブ・アーツの美術展や芸術家協会の美術展に出展した。服地のデザインの仕事も行った。1769年から1770年の間に、さまざまな花や薬用植物の手彩色した銅版画の図譜、『イギリス本草』（The British Herbal）を出版し、1783年から1895年の間に"A Collection of Flowers Drawn after Nature & Disposed in an Ornamental & Picturesque Manner"を出版するが、植物学者からはその表現が様式的（stylized）であると評価された。